# Comuna Pohoja Krînîțea, Romnî
Pohoja Krînîțea (în ucraineană Погожа Криниця) este o comună în raionul Romnî, regiunea Sumî, Ucraina, formată din satele Halenkove, Iakovenkove, Pohoja Krînîțea (reședința), Rozumakove și Stepurîne.

## Demografie
Componența lingvistică a comunei Pohoja Krînîțea
     Ucraineană (98,24%)
     Rusă (1,62%)
Conform recensământului din 2001, majoritatea populației comunei Pohoja Krînîțea era vorbitoare de ucraineană (98,24%), existând în minoritate și vorbitori de rusă (1,62%).